# 浩周
浩周（？—？），字孔異，上黨人（今山西長治市北），曹魏將領、曾任蕭令、徐州刺史。

## 生平
建安二十四年（公元219年），關羽攻樊城，樊城之戰于禁軍敗，時任于禁護軍的浩周也被關羽所俘。孫權偷襲關羽後浩周被孫權所獲，孫權對浩周很禮遇。
建安二十五年（公元220年），孫權歸還浩周、軍司馬東里袞，晉見曹丕以表達其真誠，曹丕見到浩周等人後問說：「孫權能不能信賴呢？」浩周認為孫權一定臣服，東里袞則認為孫權一定不會臣服，曹丕對浩周所言大感喜悅。同年十月，曹丕迫使東漢王朝的末代皇帝漢獻帝劉協禪讓，遣使封孫權為“吳王”並要求孫權交出質子，並遣時任都尉的浩周隨使者到吳國，浩周到了東吳，浩周和孫權私宴，浩周說願意舉家幫孫權證明，孫權感動，涕淚交集，沾濕衣襟，離別前指天發誓會交出質子。但浩周回去後，孫權卻敷衍搪塞，晃點了浩周，無遣子意。曹丕打算派辛毗、桓階前往東吳跟孫權盟誓，催促提交質子。孫權推辭，不願接受。此舉惹怒曹丕，曹丕欲伐孫權，為劉曄所制止。十月，孫權再次卑辭上書向曹丕認錯，並發信給浩周請求他幫孫登求婚宗室。又以孫登年幼等為由打算派孫邵、張昭等護送孫登同時入京。曹丕再次強硬要求孫權將孫登送來，孫權於是改元黃武，下令諸將臨江拒守，曹丕得知孫權又抗命，發令攻打東吳，後來浩周從此被曹丕疏遠，終身不得重用。